# 田茂木町
田茂木町（たもぎまち）は、江戸期から現在にかけての青森県弘前市の地名。郵便番号は036-8055。2017年6月1日現在の人口は232人、世帯数は123世帯。

## 地理
青森県道112号八幡宮線沿いに位置する町。町域の北部は禰宜町、北東部から東部にかけて田町、東南部は北横町、南部は山王町、西部は亀甲町に接する。

## 歴史
町の成立年代は「津軽歴代記類」によると、当地の地名の由来である山王神社（現：大杵根神社）にあったとされる神木の田茂の木が元文4年に大風で倒れたことから、おそらく元禄年間に町割りされたと考えられる。

### 地名の由来
その神木であった田茂の木（槻の木）にちなむ。

### 沿革
- 江戸期 - 弘前城下の一町。
- 明治初年～ - 弘前市を冠称。
- 1889年（明治22年） - 弘前市に所属。
- 1985年（昭和60年） - 同地区の南部に位置する山王地区が、その後急速に宅地化。それまでは田茂木町山王地区であったが、山王町として独立。

## 施設

### 商業
- さとやクリーニング本店
- 一戸鉄構企画
- 青弘事務機

### 公共
- 大杵根神社

## 小・中学校の学区
市立小・中学校に通う場合、学区は以下の通りとなる。
| 大字     | 番地 | 小学校             | 中学校             |
| -------- | ---- | ------------------ | ------------------ |
| 田茂木町 | 全域 | 弘前市立時敏小学校 | 弘前市立第一中学校 |

## 交通
- 弘南バス
  - 田茂木町、田町（藤代営業所 - 田茂木町経由 - 弘前駅線）停留所。
    - 朝の復路1本のみ。

  - 亀の甲門前、亀の甲町角（藤代営業所 - 浜の町・市役所経由 - 弘前駅線、他）停留所。
    - 少し離れるが、本数は比較的多い。